# Mike Sweeney
Michael "Mike" John Sweeney (Orange, 22. srpnja 1973.), američki bejzbolaš, bejzbolski trener, športski komentator i katolički aktivist. Igrao je na mjestu udarača i hvatača.
Većinu igračke karijere proveo je u Kansas City Royalsima, za koje je igrao punih dvanaest godina, od čega je i četiri sezone bio kapetanom momčadi. Pet puta izabiran je u najbolju momčad MLB-a, od čega tri sezone zaredom (2000. – 2003.) Odigrao je više od 1400 utakmica u MLB-u.
Nakon završetka igračke karijere Royalsi su ga zaposlili kao pomoćnog trenera, a zbog doprinosa klubu primljen je u klupsku kuću slavnih. Od 2012. radi i kao bejzbolski komentator i analitičar za televizijski kanal MLB-a.
Rođen je kao drugo od osmero djece u obitelji. Iako su mu liječnici prije poroda davali male izglede za preživljavanjem, rodio se bez ikakvih poteškoća, prema vlastitom svjedočanstvu zahvljajući ocu koji je tijekom noći prije poroda za njega molio krunicu. Iako mu njegov otac također bio bejzbolaš i zaigrao u MLB-u, odrekao se karijere i posvetio odgoju djece te bio Sweeneyev prvi trener.
Oženjen je i ima petero djece. Član je Kolumbovih vitezova te je bio predsjednikom Udruge katoličkih športaša i glasnogovornikom udruženja katoličke mladeži Life Teen, najveće takve vrste u Sjedinjenim Državama. Zajedno s glumcima Jimom Caviezelom i Patriciom Heaton te igračem američkog nogometa Kurtom Warnerom sudjelovao je u upoznavanju javnosti s ciljevima pro-life pokreta te novčano potpomogao izgradnju i rad sigurnih kuća, pučkih kuhinja i prenoćišta za beskućnike na području Kansas Citya.
Zajedno sa suprugom osnovao je zakladu Lunch for Life ("Obrok za život") koja pomaže rad pučkih kuhinja i organizira donatorske večere za prikupljanje novčanih sredstava za njihov rad. Bračni par Sweeney dodjeljuje i Nagradu "Život" trudnicama koje odustanu od pobačaja, a nagrada sadržava kupone za kupnju živežnih namirnica, opreme za bebe kao te poticaj u obliku novčanog iznosa.